# Kitanga
Kitanga è una circoscrizione rurale (rural ward) della Tanzania situata nel distretto rurale di Kasulu, regione di Kigoma. Conta una popolazione di 20 932 abitanti (censimento 2012).